# Цю Мяоцзінь
Цю Мяо-Чін (Цю Мяоцзінь) (кит.: 邱妙津; 29 травня 1969 — 25 червня 1995) — тайванська письменниця. Одна з найбільш інноваційних літературних модерністок Тайваню та найвідоміша письменниця-лесбійка в країні. Справила глибокий і тривалий вплив на ЛГБТ-літературу на Тайвані.

## Життєпис
Народилася у повіті Чжанхуа, на заході Тайваню. Відвідувала престижну Першу середню школу для дівчат Тайбея, здобула ступінь з психології в Національному тайваньському університеті. Працювала радницею, а потім репортеркою у щотижневому журналі The Journalist. У 1994 році переїхала до Парижа, де закінчила аспірантуру з клінічної психології та фемінізму в Університеті Парижа VIII, навчаючись у філософині Елен Сіксу.
Померла від самогубства. Хоча існувало багато припущень щодо точної причини смерті, більшість свідчень припускає, що вона вдарила себе кухонним ножем. 

## Творчість
На написання Цю впливають нерозповідні структури авангардного та експериментального кіно. Її романи містять ракурси камери та екфраси у відповідь на європейське художнє кіно, включаючи алюзії на таких режисерів, як Андрій Тарковський, Тео Ангелопулос, Дерек Джарман та Жан-Люк Годар. Під час перебування в Парижі Цю зняла короткометражний фільм під назвою «Карнавал привидів». Її роботи як режисерки знаходяться в колекції Музею сучасного мистецтва в Нью-Йорку.
Перше опубліковане оповідання «В'язень» було відзначено премією Central Daily News Short Story, а повість «Самотні натовпи» отримала премію Об'єднаної літературної асоціації.
Найвідоміший твір — «Записки крокодила», за який вона була нагороджена літературною премією China Times у 1995 році. Псевдонім головного героя, Лазі, є прямим джерелом ключового сленгового терміна для «лесбійки» в китайській мові. «Записки крокодила» були опубліковані в 1994 році на тлі безумства тайванських медіа навколо лесбійок, включаючи інцидент, коли тележурналіст таємно знімав відвідувачок у лесбійському барі без їхньої згоди, що призвело до самогубств, і, за чутками, групове самогубство двох дівчат, що бути лесбійками, з елітної середньої школи, яку відвідували кілька персонажів роману та сама Цю. Поряд з її останньою роботою перед смертю «Останні слова з Монмартра», роман широко описували як «культову класику».
«Останні слова з Монмартра» — концептуальний роман, що складається з 20 букв, які можна прочитати в будь-якому порядку, спираючись на поняття музичної невизначеності. Його проза, схоже, «розмиває відмінності між особистим визнанням і ліричним афоризмом», згідно з оглядом у Rain Taxi. Датовані між 27 квітня 1995 року і 17 червня 1995 року, приблизно за тиждень до того, як авторка вбила себе, листи починаються з присвяти: «За мертвого маленького Зайчика і Мене, невдовзі померлого». Його описують як твір реляційного мистецтва та відзначають обов'язкову присутність читача, «ви» для розповіді", що є помітною ознакою творів Цю.
Цю була визнаною іконою контркультури, а також описана як «мучениця» у русі за права ЛГБТ на Тайвані. Двотомник її щоденників був опублікований посмертно у 2007 році. На її пам'ять була написана книга Ло Іцзюнь «Забути смуток» (遣悲懷). У 2017 році її життя та творчість стали темою документального фільму, створеного Радіо Телебачення Гонконгу та знятого Евансом Чаном.

### Романи
- «Записки крокодила» (англ. Notes of a Crocodile)(1994) — переклад англійською Бонні Х'юі (New York Review Books Classics, 2017)
- «Останні слова з Монмартра» (англ. Last Words from Montmartre) (1996) — переклад англійською Арі Лариси Генріх (New York Review Books Classics, 2014)
- «Листи з Монмартра» (англ. Letters from Montmartre) (1996) — уривок у перекладі англійськоюГоварда Голдблата. У J. Lau і H. Goldblatt (ред. та пер.), «Колумбійська антологія сучасної китайської літератури». Нью-Йорк: Columbia University Press, 2007,ISBN 978-0-8248-2652-9

### Розповіді
- «Платонічне волосся» (англ. Platonic Hair) (1990) — переклад англійською Френ Мартін. У Ф. Мартіна (ред. та пер.), Angelwings: сучасна квір-фантастика з Тайваню. Гонолулу: University of Hawai'i Press, 2003,ISBN 978-0-231-13841-3

## Подальше читання
- "A Crocodile in Paris, " by Ankita Chakraborty https://longreads.com/2018/06/07/a-crocodile-in-paris-the-queer-classics-of-qiu-miaojin/ [Архівовано 1 листопада 2021 у Wayback Machine.]
- "Afterword, " by Ari Larissa Heinrich, in Last Words from Montmartre, by Qiu Miaojin, translated by Ari Larissa Heinrich. New York: New York Review Books, 2014. ISBN 978-1-59017-725-9
- «Begin Anywhere: Transgender and Transgenre Desire in Qiu Miaojin's Last Words from Montmartre,» by Ari Larissa Heinrich, in Transgender China: Histories and Cultures, ed. Howard Chiang. New York: Palgrave MacMillan, 2012. ISBN 978-0-230-34062-6, http://www.worldcat.org/title/transgender-china/oclc/830163605&referer=brief_results [Архівовано 4 листопада 2021 у Wayback Machine.]
- "Stigmatic Bodies: The Corporeal Qiu Miaojin, " in Embodied Modernities: Corporeality, Representation, and Chinese Cultures eds. Fran Martin and Larissa Heinrich. Honolulu: University of Hawai'i Press, 2006. ISBN 978-0-8248-2963-6
- Martin, Fran. "Situating Sexualities: Queer Representation in Taiwanese Fiction, Film, and Public Culture, " Hong Kong: Hong Kong University Press, 2003. ISBN 978-962-209-619-6
- Sang, Tze-Lan D. The Emerging Lesbian: Female Same-Sex Desire in Modern China, Chicago: University of Chicago Press, 2003. ISBN 0-226-73478-1